# Juan Luis González (Fußballspieler)
Juan Luis González Calderón (* 16. Juni 1974 in Limache) ist ein ehemaliger chilenischer Fußballspieler. Der Abwehrspieler absolvierte fünf Länderspiele und wurde auf Vereinsebene vier Mal chilenischer Meister.

## Karriere

### Verein
Juan Luis González, aufgrund seiner Geburtsstadt auch Limache González genannt, begann 1994 seine Profikarriere bei Deportes La Serena und wurde mit dem Verein nach dem Abstieg Zweitligameister 1996. Nach Stationen bei Everton und Coquimbo Unido kam der Verteidiger zum CD Cobreloa und wurde mit dem Klub aus der Wüstenstadt Calama drei Mal chilenischer Meister. 2008 kehrte er zu Everton zurück und wurde in der Apertura 2008 erneut chilenischer Meister. 2009 lief González nochmal für seinen Ausbildungs- und Debütverein Deportes La Serena auf. 2010 wechselte González zum CD O’Higgins und ging 2012 zu Deportes Antofagasta. Dort beendete der Defensivakteur im August 2014 seine Karriere, nachdem er sich mit La Serena nicht auf einen Wechsel einigen konnte.

### Nationalmannschaft
Juan Luis González debütierte im Oktober 2010 für die chilenische Nationalmannschaft bei der Qualifikationsspiel zur Weltmeisterschaft 2006. Bei der 0:2-Niederlage gegen Ecuador stand er in der Startelf. Bis August 2005 kam er noch vier Mal als Einwechselspieler zum Einsatz, zuletzt in einem Freundschaftsspiel gegen Peru.

## Erfolge
Deportes La Serena
- Chilenischer Zweitliga-Meister: 1996

Cobreloa
- Chilenischer Meister: 2003-A, 2003-C, 2004-C

Everton
- Chilenischer Meister: 2008-A